# 이채비
이채비(1989년 ~)는 대한민국의 가수, 연극배우다.

## 방송
- 내일은 미스트롯 (2019) - Top94
- 콘테스트M (2020) - Top15

## 음반
- 아이러니 (2020)
- 니꺼내꺼 (2022)

## 공연
- 별쏘다 (2016)
- 셜록홈즈 - 부산 (2016~2017)
- 루나틱 - 청주 (2017)
- 2018 코믹연극 <고스트> - 대전 (2018)
- 체인징파트너 - 부산 (2019)
- 연애하기 좋은 날 - 부산 (2020)
- 체인징 파트너 (2023)